# یک اتفاق ساده
یک اتفاق ساده فیلمی به کارگردانی سهراب شهیدثالث و نویسندگی امید روحانی و سهراب شهیدثالث ساختهٔ سال ۱۳۵۲ است. این فیلم که اولین اثر بلند سینمائی شهید ثالث می‌باشد، در بندر ترکمن ساخته شده‌است. دکتر روحانی در گفتگو با مجله فیلم گفته این فیلم با بودجه و تعداد حلقه های نگاتیو یک فیلم کوتاه ساخته شد و لذا محدودیت فراوانی در تعدد برداشت برای کارگردان وجود داشته است

## موضوع فیلم
دانش‌آموزی به نام محمد کودکی با روزمرگی‌های معمولی و مادری مریض در بندر ترکمن است. پدر او با کار غیرقانونی ماهیگیری روزگار می‌گذراند و مادرش در جریان داستان می‌میرد.

## جوایز
- برندهٔ جایزه منتقدان بین‌المللی دومین جشنواره جهانی فیلم تهران
- جایزه اینتر فیلم و جایزه هیئت ژوری کاتولیک از جشنواره فیلم برلین[۳][۴]

## بازیگران
- محمد زمانی
- آنه محمد تاریخی
- حبیب‌الله سفریان
- هدایت‌الله نوید
- مجید بقایی
- حسین قلی بیدگلی
- نورمحمد گوگلانی
- فریدون خوزینی
- محمد خوزینی
- صفر توماج
- محمود ارسطو
- ارازمحمد خواجه
- عبدالحمید زیانی
- بهرام عیسگلدی
- محمد قربانی
- پرویز سرداری